# Ewald Walch
Pour les articles homonymes, voir Walch.
Ewald Walch, né le 18 août 1940 à Innsbruck et mort le 27 octobre 2023,, est un ancien lugeur autrichien. Spécialiste du double, il a été actif au haut niveau durant les années 1960 et le début des années 1970. Au cours de sa carrière, il a notamment remporté une médaille d'argent en double aux Jeux olympiques d'hiver de 1968 avec Manfred Schmid et terminé septième aux Jeux de 1972 avec ce même partenaire. Il compte également trois titres de champion du monde en double (1960, 1969 et 1970) ainsi que deux médailles d'argent et deux de bronze. Au niveau européen, il a remporté le titre en 1962 et deux autres médailles.

## Palmarès
| Compétitions / Année    | Compétitions / Année | 1957 | 1960 | 1962 | 1963 | 1967 | 1968 | 1969 | 1970 | 1971 | 1972 |
| ----------------------- | -------------------- | ---- | ---- | ---- | ---- | ---- | ---- | ---- | ---- | ---- | ---- |
| Jeux olympiques d'hiver | Double               |      |      |      |      |      | 2e   |      |      |      | 7e   |
| Championnats du monde   | Double               | 3e   | 1er  |      | 3e   | 2e   |      | 1er  | 1er  | 2e   |      |
| Championnats d'Europe   | Double               |      |      | 1er  |      |      |      |      | 3e   | 2e   |      |